# Turistická značená trasa 7223
 Turistická značená trasa 7223 je 4 km dlouhá žlutě značená trasa Klubu českých turistů v okrese Trutnov spojující Horní Maršov a Rýchory. Její převažující směr je severovýchodní a posléze jihovýchodní. Trasa se ve své horní části nachází na území Krkonošského národního parku.

## Průběh trasy
Turistická trasa má svůj počátek na rozcestí v centru Horního Maršova, kde přímo navazuje na stejně značenou trasu 7224 přicházející sem od Modrokamenné boudy. Zároveň jsou zde výchozí modře značená trasa 1819 k Lysečinské boudě a zeleně značená trasa 4250 do Pece pod Sněžkou.
Trasa vede na okraj zástavby Horního Maršova a téměř okamžitě začíná prudce stoupat zpevněnou cestou Maršovskou strání k severovýchodu. Vstup do lesa znamená zároveň vstup do Krkonošského národního parku, v nevelké vzdálenosti za ním se nachází rozcestí se zeleně značenou trasou 4209 na Thámovy Boudy. Trasa 7223 pokračuje v prudkém stoupání kolem lehkého objektu vz. 37 československého opevnění do bodu, kde se ostře stáčí k jihovýchodu. Stále stoupá po zpevněné cestě lesem na vrchol Kutné s vyhlídkou na bývalé Maxově boudě. Stoupání končí a trasa pokračuje k nedaleké Rýchorské boudě a rozcestí se zeleně značenou trasa 4212 Svoboda nad Úpou - Žacléř a výchozí modře značenou trasou 1820 do Trutnova. S oběma vede v souběhu po náhorní plošině na rozcestí Kutná-Rýchory, kde končí. Rozcestím kromě již uvedených tras prochází ještě červeně značená Cesta bratří Čapků z Pomezních Bud do Trutnova.

## Turistické zajímavosti na trase
- zámek Horní Maršov
- Objekt lehkého opevnění vz. 37
- Vyhlídkové místo na základech bývalé Maxovy boudy
- Rýchorská bouda
- prostor bývalé přírodní památky Rýchory, dnes I. zóny KRNAP